# 세녹스
세녹스(Cenox)는 대한민국의 화학제조기업 프리플라이트가 제조, 특허 출원하여 판매한 휘발유 자동차용 화학제품이다. 제조사측은 휘발유 첨가제 혹은 대체 에너지라고 주장하였고, 시판 당시에도 휘발유 첨가제로 허가를 받았으나, 대한민국 정부는 이 제품을 유사 휘발유로 규정하고 있다.
2000년 1월 환경부로부터 특허 출원을 받은 뒤 2002년 6월부터 유통되기 시작했다.

## 제품성분 및 성능
솔벤트 60%, 톨루엔 30%, 메탄올 10%로 이루어져 있다. 국립환경연구원은 2001년 세녹스와 휘발유를 혼합하여 사용하면 휘발유만 단독해서 사용할 때보다 일산화 탄소, 탄화수소, 질소산화물들이 적게 발생하여 환경에 도움이 된다고 밝혔다. 메탄올은 석탄과 천연가스에서 추출된다.

## 판매에 따른 논란
제품 판매 당시 1300원대였던 휘발유와 달리 리터당 990원이라는 저렴한 가격으로 많은 소비자들이 구매를 했다. 이로 인해 기존의 정유업체들의 반발을 샀고 세녹스는 대체 에너지가 아닌 유사휘발유라고 주장하기 시작한다. 산업자원부도 석유사업법 제 26조를 근거로 대체 에너지가 아닌 유사휘발유라고 판단한다. 
2002년 6월 산업자원부는 세녹스를 판매하고 있는 전국 11개 주유소를 불법 유사휘발유를 유통하고 있다는 명목하에 지방자치단체에 행정처분을 조치하고 제조회사인 (주)프리플라이트를 검찰에 고발하고 국세청에 통보하였다. 2002년 10월 국세청은 목포세무소를 통해 세녹스 출고분에 대해 교통세와 교육세의 세금납부를 통보했다. 하지만 제조사는 자동차 연료첨가제에 세금을 부과하는 것은 부당하다며 이의를 제기하였다.
2002년 11월 프리플라이트는 석탄 추출물질을 원료로 하는 휘발유 대체연료인 '슈퍼 세녹스'를 개발하여 2003년초부터 시판할 것이라고 밝혔다. 이에 산업자원부는 일본과 호주의 예를 들어 가격경쟁력이 없고 정부 개발연구에서도 성공하지 못한 것을 예로 들어 제품개발에 회의적인 시각을 보였다.
2003년 2월 대한석유협회, 한국주유소협회, 한국석유유통협회는 기자간담회를 통해 정부가 세녹스 문제에 강력히 대응해 줄 것을 요구하였다.

## 법정판결
2003년 11월, 1심 재판부는 "유사 휘발유의 기준을 명확히 규정하지 않은 상태에서 세녹스를 단속하는 것은 죄형법정주의 원칙에 어긋난다" 며 세녹스 제조사에 무죄 판결을 내렸다. 재판부가 세녹스 측의 손을 들어주자 주유소협회는 재판소에 탄원서를 제출하고 동맹파업에 들어가겠다는 뜻을 밝혔고, 산업자원부도 즉각 항소하였다.
2004년 8월 2심에서 '자동차 내부기관 부식, 유해물질 배출, 석유시장 혼란, 탈세'등을 근거로 세녹스는 유사 휘발유로 규정되었고, 판결당일부터 판매가 금지되었다. 
2009년 6월 헌법재판소는 세녹스의 제조 및 판매로 인해 대법원 유죄판결을 받은 제조사의 대표가 낸 헌법소원에서 유사석유 제품판매를 금지한 법률조항이 헌법에 위배되지 않는다는 결정을 내렸다.

## 슈퍼세녹스
2002년 11월 21일 세녹스 제작사로 유명한 지오에너지는 슈퍼세녹스를 출시한다고 발표했다. 슈퍼세녹스는 남아프리카공화국 사솔(Sasol)사의 석탄액화연료를 수입한 것이다. 제품명을 솔렉스라고 정했다. 석탄액화연료는 대체에너지법에 대체에너지로 규정돼 있어서, 회사는 교통세가 면제될 것으로 보고 쏠렉스를 수입했다. 그러나, 한국 정부는 슈퍼세녹스의 통관을 막은 채 교통세법 시행령을 개정해 휘발유와 똑같이 세금을 매겼다. 지오에너지는 솔렉스를 리터당 1000원으로 판매할 계획이었는데, 이러한 법개정으로 인해 휘발유(리터당 1340원)보다 비싸져 가격 경쟁력을 상실했다. 한국 정부가 솔렉스의 수입통관을 2개여월째 미루자 솔렉스 제조업체인 사솔(Sasol)사가 속한 남아프리카공화국이 국제 상거래에 어긋나는 무역장벽이라며 반발했다.

## 해외진출
2006년 6월 중국의 국영석유사인 시노펙, 중국해양석유개발공사 등과 제품판매계약을 체결하고 상표등록을 한다. 시노펙은 중국 최대 기업이다.
(2023년 해외 알코올 혼합 휘발유 현황)
2023년 시점에서 해외 많은 국가에서는 탄소저감과 대체 에너지 사용의 목적으로 휘발유에 알코올을 혼합하여 사용 중이며 대표적 국가는 미국. 중국. 인도. 브라질. 태국. 베트남. 인도네시아등이다.
이중 미국은 휘발유에 에탄올 15% 혼합 하여 사용하고 있으며. 중국은 10% . 인도는 20%(2025년 목표). 브라질은 20%. 태국은 20%를 혼합하여 자동차 연료로 사용 중이다.
휘발유에 알코올을 혼합하여 사용하는 이유는 내연기관에서 발생하는 HC.NOx.CO.CO2가 알코올의 연소 과정에서 최대 50% 저감되기 때문이다.

## 참조
1. 1 2 3  스페셜리포트_part2 - 국내에선 ‘찬밥’ 중국에선 띵호아! 《이코노미21》, 2007년 2월 6일 작성
2. ↑  공정거래 독버섯 카르텔-(2) 기름값 담합 - 세녹스, 유류세 한푼 안 내 단속?《서울신문》, 2008년 2월 11일 작성
3. ↑  "누구든지 석유제품에 다른 석유제품 또는 석유화학제품을 혼합하는 등 방법으로 제조된 제품을 생산-판매 또는 판매 목적으로 저장-운송-보관해서는 안된다"
4. ↑  유사휘발유 "세녹스" 강력단속-산자부《머니투데이》, 2002년 6월 28일 작성
5. ↑  `세녹스', 휘발유와 동일수준 세금부과 《연합뉴스》, 2002년 10월 15일 작성
6. ↑  프리플라이트,휘발유 대체연료 슈퍼세녹스개발 《머니투데이》, 2002년 11월 21일 작성
7. ↑  휘발유 대체연료 공방 "정중동" 《머니투데이》, 2002년 11월 21일 작성
8. ↑  석유관련단체, `세녹스' 강력대처 촉구 《연합뉴스》, 2003년 2월 20일 작성
9. ↑  ‘세녹스’ 판매금지는 합헌 《헤럴드경제》, 2009년 6월 1일 작성
10. ↑  세녹스, 대체연료로 중국 진출[깨진 링크(과거 내용 찾기)] 《EBN 산업뉴스》, 2006년 10월 26일 작성

## 같이 보기
- 비전통석유
- 석탄액화연료
- 메솔린